# Stygnomma granulosum
Stygnomma granulosum is een hooiwagen uit de familie Stygnommatidae. De originele naamcombinatie (protoniem) was Pellobunus granulosa Goodnight & Goodnight, 1947. De soortnaam is bijgewerkt naar de latere formatie, van ”granulosa" per Kury & Alonso-Zarazaga (2011). Een synoniemnaam is Stygnomma maya.